# Caló des Moro
Caló des Moro (‚kleine Maurenbucht‘), auch Cala de Sa Comuna, ist eine Bucht im Südosten der spanischen Baleareninsel Mallorca. Sie befindet sich an der Küste der Gemeinde Santanyí südwestlich des Ortes Cala Llombards in Richtung Cap de Ses Salines, dem Südkap Mallorcas.

## Lage und Beschreibung

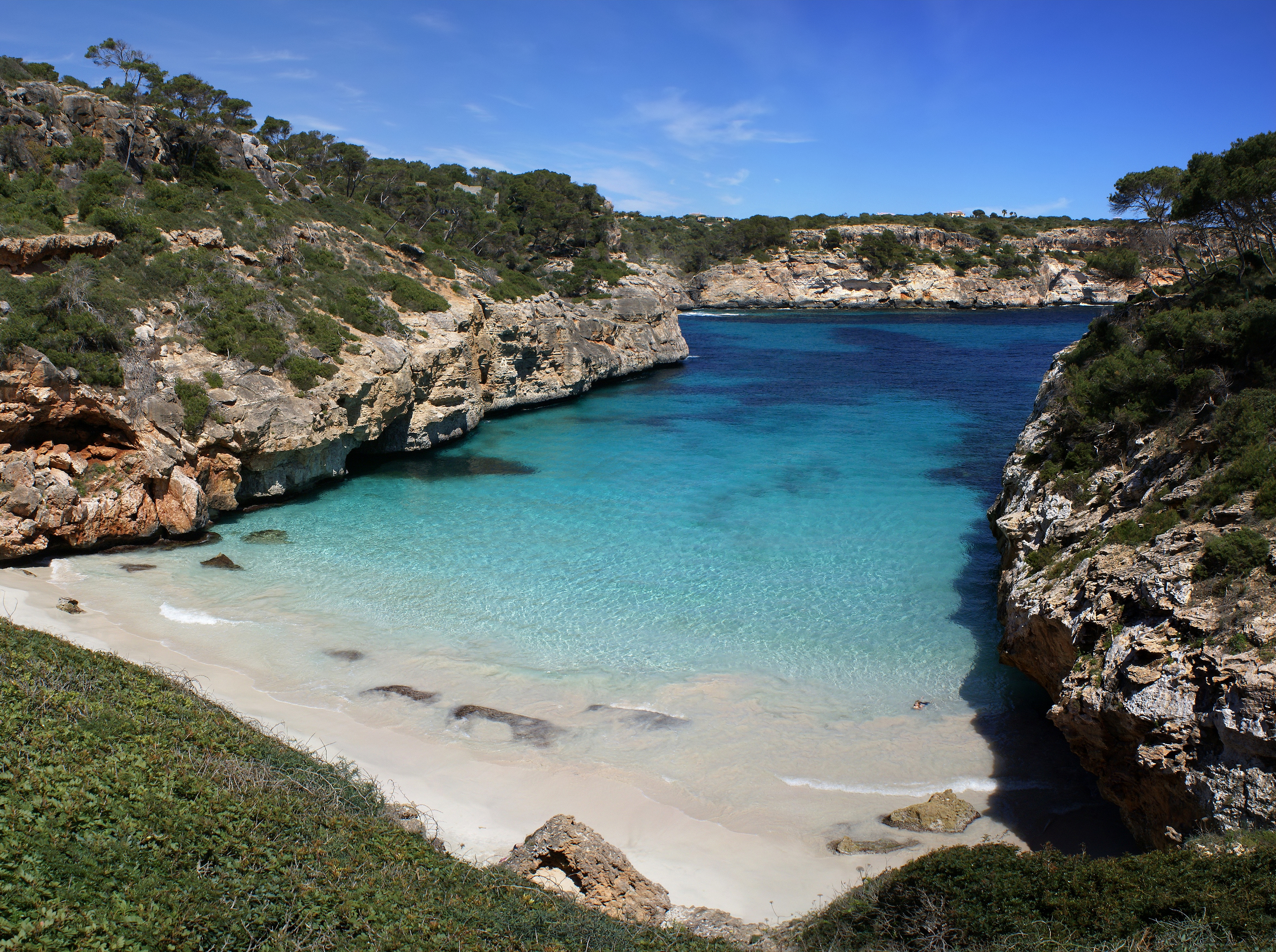
Caló des Moro

Die Caló des Moro liegt unmittelbar östlich der Siedlung S’Almunia oder S’Almonia, die sich etwa 30 Meter über dem Meeresniveau der Bucht befindet. Sie wird von der Halbinsel es Castellet de Llevant im Süden vom offenen Meer getrennt. Die Bucht öffnet sich nach Osten. Der Hauptort der Gemeinde Santanyí liegt 4,1 Kilometer nördlich der Caló des Moro, der nächste größere Ort Es Llombards 3,6 Kilometer nordwestlich.
An der Westseite der Caló des Moro befindet sich ein etwa 30 Meter langer und 20 Meter breiter Sandstrand. Er wird durch die Steilküste eingerahmt und ist mit größeren Felsen durchsetzt. Die Größe der Sandfläche variiert, bei starkem Wellengang wird sie überspült. In manchen Jahren ist sie nicht vorhanden. Am Ufer kann es zu Seegrasablagerungen kommen. Auf dem Steilufer und hinter dem Strand wachsen Kiefern und Strauchwerk.
Die Caló des Moro gehört zu einem 40.000 m² großen Privatgrundstück, ist jedoch frei zugänglich. Der geplante Bau eines Hotels wurde durch die derzeitigen Eigentümer verhindert. Im Jahr 2009 kam es zu einem Brand auf dem Grundstück. Die Eigentümer stellten nach Neuanpflanzungen oberhalb des Strandes Hinweisschilder auf, die auf den achtsamen Umgang mit der Natur abzielen. Für ihren nachhaltigen Schutz gründeten sie die Stiftung Fundació Amics d’Es Caló des Moro – S’Almonia. Von der Caló des Moro führt ein Pfad nach Südwesten zur Cala s’Almunia, die mit wenigen Fischer- und Ferienhäusern bebaut ist.

## Zugang
Von der Straße MA-6100 zwischen Santanyí und Es Llombards der Landstraße Richtung Cala Llombards folgen. Ca. 100 Meter vor Cala Llombards ist links ein Parkplatz, wo man kostenlos parken kann. Die Cala des Moro und S´Almonia kann ab dort nur von Anwohnern mit dem Auto angefahren werden. Für alle anderen ist der Parkplatz da. Vom Parkplatz bis zur Bucht sind es ca. 25  Minuten Fußmarsch. Der Weg ist ausgeschildert. In der Sommersaison gibt es einen  Shuttlebus ab Santanyi zum Parkplatz. Von der Carrer des Caló des Moro führt ein steiler Weg zur Caló des Moro. Von dort führt ein Pfad nach Südosten zur Cala S´Almonia. Dieser Pfad führt durch Privatgelände.